# Toho
Toho Co. Ltd. (東宝株式会社, Tōhō Kabushiki-Kaisha) é uma produtora e distribuidora de filmes japonesa. Com sede em Yūrakuchō, Chiyoda em Tóquio, é uma das principais empresas do grupo Hankyu Hanshin Toho Group. Fora do Japão, é conhecida como produtora e distribuidora de muitos filmes kaiju e tokusatsu, tal como a franquia de mídia do super-herói tokusatsu Chouseishin, os filmes de Akira Kurosawa, e os filmes de anime do Studio Ghibli. Outros directores famosos, como Yasujiro Ozu, Kenji Mizoguchi, Masaki Kobayashi, e Mikio Naruse, também dirigiram filmes para a empresa.
A criação mais famosa da Toho foi Godzilla, que teve mais de 29 filmes na empresa. Godzilla, Mothra, King Ghidorah, Mechagodzilla, e Rodan são descritos como os Cinco Grandes da Toho por causa de numerosas aparições dos monstros em todas as três eras da franquia, e também vários spin-offs. Toho também esteve envolvida na produção de inúmeros títulos de anime. Suas subdivisões são Toho Pictures Incorporated, Toho International Company Limited, Toho E. B. Company Limited, e Toho Music Corporation & Toho Costume Company Limited. A maior accionista da empresa é a Fuji Media Holdings Inc. com (7.96%).

## História
Toho foi criada pelos fundadores Hankyu Railway, Ichizo Kobayashi, em 8 de agosto de 1932 como Tokyo-Takarazuka Theater Company (東京宝塚劇場株式会社, Tōkyō Takarazuka Gekijō Kabushiki-Gaisha). A empresa conseguiu a maior parte de kabuki em Tóquio, entre outras propriedades, como Tokyo Takarazuka Theater e Imperial Garden Theater localizadas em Tóquio. Toho e Shochiku apreciaram o duopólio sobre os cinemas em Tóquio por muitos anos.
Depois de vários filmes de sucesso exportados para os Estados Unidos durante a década de 1950 por Henry G. Saperstein, Toho abriu o La Brea Theatre em Los Angeles para mostrar os seus próprios filmes, sem a necessidade de vendê-los a um distribuidor. Era conhecida anteriormente como Toho Theatre entre a década de 1960 até 1970. Toho também tinha um cinema em San Francisco e abriu outro cinema em Nova Iorque em 1963.
A empresa Shintoho, que existiu até 1964, foi nomeada como New Toho porque se separou da empresa original.
A empresa também contribuiu para a produção de alguns filmes americanos, incluindo A Simple Plan de Sam Raimi.

## Sede
A sede da empresa Toho Hibiya Building (東宝日比谷ビル, Tōhō Hibiya Biru), está localizada em Yūrakuchō, Chiyoda, Tóquio. A empresa se mudou para sua sede actual em abril de 2005.